# إدوارد مورديك
إدوارد مورديك (بالإنجليزية: Edward Mordake)‏ شخصية خيالية، تشير القصة إلى أنه ولد في القرن التاسع عشر وكان يعاني من ثنائية الوجه و بحسب القصة المعروفة فقد كان له وجه إضافي خلف رأسه.

## حالة إدوارد الفريدة من نوعها
الوجه الإضافي الموجود في الجهة الخلفية من رأس إدوارد مورديك يقال وحسب القصة المعروفة أنه كان لا يأكل ولا يتحدث ولكن يستطيع الضحك والبكاء.
طلب إدوارد من الأطباء إزالة هذا الوجه الذي كان يسبب مشكلة له في حياته ويسمع همسات في الليل أثناء نومه ولكن الأطباء تخوفوا من إزالته.

## انتحار إدوارد مورديك
تشير القصة إلى أن إدوارد هو أحد النبلاء الإنجليز و بعد معاناته من هذه الحالة الطبية الغريبة من نوعها انتحر في سن 23 عام.
ذو الوجهين ..
القصة المعروفه
(إدوارد موردراك) يملك وجهين حقيقيين أحدهما في الجانب الأمامي مثل كل البشر والآخر في الجزء الخلفي وكان يتسم بذكاء الحاد وشاب يعشق الموسيقى ولكنه انعزل عن المجتمع بسبب وجود الوجه الآخر خلف رأسه وكان الطبيب يصف الوجه الآخر بوجه رجل بشع أما إدوارد فكان يقول أنه وجه الشيطان كان الوجه يضحك عندما يبكي إدوارد وتلاحق عينا هذا الوجه زوار إدوارد وتتحرك الشفتان دون أن تصدر أي صوت ولم يكن أحد يستطيع أن يسمع الصوت غير إدوارد وكان يقول أقسم لكم أن هذا الوجه يمنعني من النوم الآن ذلك الشيطان يهمس طوال الليل وكان يقول مستحيل على أحد من الناس تصديق ما يقوله هذا الوجه لي باستمرار سمم إدوارد نفسه وهو يبلغ من العمر 23 عاماً فقط وترك رسالة لطبيب يطلب منه تحطيم هذا الوجه وأن لا يدفن معه (لا أريد أن يعيش هذا الشيطان معي في قبري كما عاش معي في حياتي )